# Поликара (Месина)
Поликара је насеље у Италији у округу Месина, региону Сицилија.
Према процени из 2011. у насељу је живело 51 становника. Насеље се налази на надморској висини од 84 м.